# V1668 Cygni
V1668 Cygni a fost o novă vizibilă în constelația Lebăda în 1978 cu o magnitudine aparentă de 6.

## Coordonate delimitative
- Ascensie dreaptă: 21h 42m 35s.19
- Declinație: +44° 01' 57".0